# PK戦

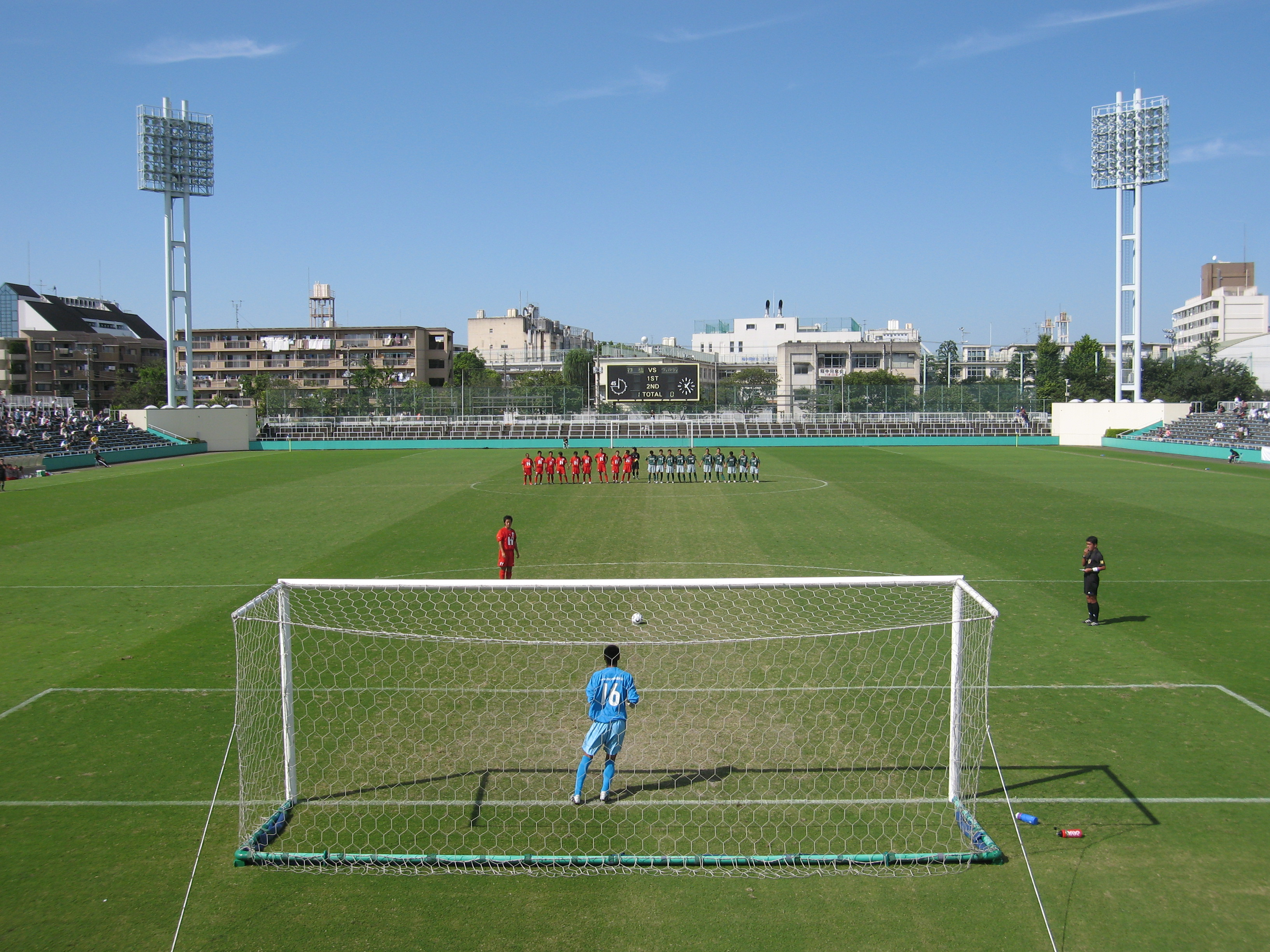
PK戦の様子（国立西が丘サッカー場)

PK戦（ピーケーせん / ペナルティー・キックせん、英語: penalty shoot-out）とは、サッカーにおけるタイブレーク方式の一つで、サッカー競技規則第10条第2項に定められた、試合またはホーム・アンド・アウェーの対戦が終了し、大会規定で勝者を決めなければいけない場合に認められている3つの方式のうちの一つ（残りの2つは「アウェーゴールルール」と「（15分以内で同じ時間の前半と後半からなる）延長戦」）。サッカーのペナルティーエリア内での反則に対する直接フリーキックであるペナルティーキック (PK) に準じた方式で行われるため、「PK戦」と称される。
PK方式（ピーケーほうしき）、PK合戦（ピーケーがっせん）とも称する場合がある。

## 概要
同点で試合が終了した後に、両軍の選手が5本ずつの「ペナルティーマークからのキック」を行い、その得点の多い方を勝者とする方式である。前述のとおり、大会規定で勝者を決めなければいけない場合に認められている方式の一つであり、これらは組み合わせることが出来る。
- 延長戦でなお同点の場合にPK戦を実施
  - トーナメント方式の大会で多く採用されている手法で、FIFAワールドカップ ノックアウトステージ（決勝トーナメント）など例は多い。
  - リーグ戦においても、大会規定で成績比較上の「引き分け」を認めない場合（1998年までのJリーグ、2017年までの全国地域サッカーチャンピオンズリーグ、2021年までの九州サッカーリーグなど）に採用された事例がある。
- 延長戦をせずPK戦を実施
  - シングルマッチや、日程が過密になりがちな大会で採用されており、日本ではFUJIFILM SUPER CUPや全国高等学校サッカー選手権大会、国際大会ではFIFAクラブワールドカップの3位決定戦・5位決定戦で採用されている。

また、リーグ戦の結果で上位ラウンドに進出するチームを決定する場合に採用される場合があるが、PK戦の適用条件が「順位が同じチームが最終節で同じ会場にいる場合」（すなわち、試合終了直後にPK戦が実施できる場合）と定められていることが多く、適用例は少ない。
PK戦はあくまでも「大会規定で勝者を決めなければいけない場合に認められている方式」であり、両チームが無得点又は同点の場合（すなわち、PK戦を実施する試合）は、PK戦の結果にかかわらず、試合結果は記録上「引き分け」扱いとなる（競技規則第10条第2項）。。

### 名称
英語圏では "kicks from the penalty mark" (KFPM)、または "penalty shoot-out" (PSO) と呼ばれていた。元々サッカー競技規則においては、"kicks from the penalty mark" (KFPM) の呼称が採用されており、日本サッカー協会 (JFA) が翻訳監修したサッカー競技規則日本語版でもKFPMの訳語に相当する「ペナルティーマークからのキック」の表現が用いられ、「PK戦」は正式な表現ではなかった。しかし、JFA自身も「PK戦」の表現を用いるなど、昔から一般的な用語として定着していた。
サッカー競技規則を策定する国際サッカー評議会 (IFAB) が2023-24競技規則から "penalties (penalty shoot-out)"の呼称を採用することになったことを受け、JFAにおいても競技規則上の表現が「PK戦（ペナルティーシュートアウト）」に改められることになった。

## 進め方
競技規則第10条第3項に定めがある。なお、本節では便宜上、「ペナルティーマークからのキック」のことを「PK」と称することとする。
1. 主審はコイントス（コイン投げ）を行い、使用するゴールを選択する[注釈 3]。一度決めたゴールは基本的に変更されないが、安全上の理由等またはゴール等が使用できなくなった場合に限り変更することが出来る。
2. 次に主審はもう一度コイントスを行い、先攻・後攻を決定する。
3. 試合終了時点でフィールドに残っていた選手（負傷等で一時的にフィールドから離れた選手を含める）にPKを蹴る資格があり、PKを行う順番を決める（主審への告知は不要）。
  - 試合終了時点で両チームの人数に差がある場合は、多い方のチームから差分の人数を除外し（除外された選手はPK戦に参加できない）、除外した選手を主審に通知しなければならない。PK戦の途中で負傷や退場処分の選手が出て人数に差が生じた場合も同様である。
  - PK戦の前、或いはPK戦中にゴールキーパー (GK) がプレーを続けられなくなった場合、PK戦に参加するチーム間の人数を等しくするために除外された選手または試合時の交代人数が規定未満の場合はベンチメンバーと交代することが出来る。
  - PK戦に参加する選手は、PK戦の間、キッカーとGK以外はセンターサークル内（攻撃側のGKはゴールライン上）にいなければならない。それ以外の選手・関係者はフィールド内に入ることが出来ない。
4. PKは両チーム交互に行い、基本的に競技規則第14条（ペナルティーキック）の要領[8]で実施する。キッカーが蹴ったボールが静止するまでにゴール内でゴールラインを完全に超えれば成功となり[9]、ボールの動きが止まった時点、ボールがアウトオブプレーになった時点、または反則があって主審がプレーを止めた時点でキックが終了となる。
  - 「ボールの動きが止まった時点」でPK終了となるため、通常のペナルティーキックのような「キーパーが止めた/弾いたボールをキッカーが押し込む」プレーをしてもPK成功とはならない。
  - GKが反則を行ってキックのやり直しとなった場合、1回目はGKに注意が与えられ、2回目はGKに警告が与えられる。一方、キッカーが反則して罰せられる場合（GKとキッカーが同時に反則した場合を含む）はPKの「失敗」として記録され、キッカーに警告が与えられる。
5. 両チームが5本のキックを完了する以前に、他方が残りキックをすべて成功させたとしても、一方の現在の得点を下回ることが確定したときは、その時点で試合終了となり、以後のキックは行わない。
  - したがって、3本ずつのキックを一方がすべて成功、他方がすべて失敗すれば、最短の3-0でPK戦終了となる。
6. 5本ずつキックし両チームが同点の場合は、同数のキックで一方のチームが他方より多くの得点を挙げるまで、それまでと同じ順序でキックを続ける（いわゆるサドンデス方式の一種）。
  - この場合、一度キックを行った者は、チーム全員（GKを含む）が蹴り終えるまで再び蹴る事ができない。
  - キッカーが一巡しても決着がつかず二巡目に入る場合のキッカーの順番は一巡目と同じでなくてもよい。

試合中に与えられた注意や警告は、PK戦には繰り越されない（すなわち、試合中に警告を受けていた選手が、PK戦中に警告を1回受けたとしても退場とはならない。また、試合中のペナルティーキックで反則を犯し注意を受けていたゴールキーパーが、PK戦中に反則を犯してキックのやり直しとなった場合も1回目のときは警告ではなく注意となる。）。
なお、かつては1人目からサドンデス方式のPK戦を行った大会もある（1991年のコニカカップや1992年のヤマザキナビスコカップなど）。またビーチサッカーのPK戦はしばしば「1人目からサドンデス方式」で行われる（FIFAビーチサッカーワールドカップなど）。フットサルでは「3人ずつのシュート」で決着を付けていた（同点の場合は4人目からのサドンデス）が、2020-21年の競技規則で改正され、サッカーと同じ5人制となった。

## 歴史
黎明期から1970年まで、サッカー競技規則に於いては試合結果の決定に関する規定が存在しなかった。このため、試合結果の決定には、延長戦と再試合が行われるのが一般的であった。主要な試合では勝者決定方法として抽選が行われており、UEFA欧州選手権1968の準決勝でソビエトとイタリアの試合がスコアレスドローに終わり、決勝進出チームを決めるのに抽選が行われイタリアが決勝進出を決めたことが知られている。
その一方、1950年代以降、同点で試合終了した場合にペナルティーマークからのキック合戦が行われるようになり、1952年のユーゴスラビアカップ、1958-59年シーズンのコッパ・イタリアなどにその記録が残されている。
国際的なルールとしてPK戦の導入を提案したのはイスラエルのヨセフ・ダガンだと言われている。1968年メキシコシティーオリンピックのサッカー競技準々決勝でイスラエルがブルガリアに抽選で敗れたことを受けてイスラエルからFIFAに提案。1970年2月20日に、国際サッカー評議会 (IFAB) は、「完全には満足していない」ものの、その受け入れを推奨した。
主要な国際大会の決勝戦で優勝チームを決めるために、PK戦が初めて導入されたのは、1976年のUEFA欧州選手権1976決勝におけるチェコスロバキアと西ドイツの試合であった。元々は2日後に再試合を行う予定であったが、PK戦が実施され5-3でチェコスロバキアが勝利した。
FIFAワールドカップでは1978年大会からPK戦が導入された。1978年大会ではPK戦の機会がなく、初めてのPK戦は1982年大会準決勝の西ドイツ対フランス（西ドイツの勝利）だった。なお地区予選では1978年大会アフリカ予選のチュニジア対モロッコ（チュニジアの勝利）が初めてのPK戦だった。

## 先攻有利説
イギリスの教育・研究機関ロンドン・スクール・オブ・エコノミクス (LSE) により、以下のような研究結果が発表されている。
- 1970年から2000年にかけて国内外で行なわれた主要な大会のPK戦2,820件を分析した結果、最初に蹴ったチームの60%が勝利している。言いかえれば後攻の勝率が40％ということであり、先攻の勝率は後攻の1.5倍ということである。
- PKの先攻・後攻を決めるトスに勝った主将は、20人に19人 (95%) の割合で先攻を選んでいる。
- プロやアマの選手や監督240人を対象に行なったアンケートでも、ほぼ全員が先攻を望む。

研究を主導した教授のイグナシオ・パラシオス・ウエルタは「ポイントを先行されることからくる精神的なプレッシャーが、後に蹴るチームのパフォーマンスに明らかに影響をおよぼしている」と分析している。
先攻有利を解消するため、従来の先攻後攻が交互に蹴る方式ではなく、先攻→後攻→後攻→先攻の順番でキックを行う「ABBA方式」でPK戦を行う方法もテストされ、日本では2018年度のスーパーカップ、ルヴァンカップ決勝トーナメント、天皇杯でABBA方式によるPK戦が実施されたが、主要な国際大会では採用されなかったため、2020年には従来の方式に戻された。

## 是非
実力以上に運が勝敗を左右するため、欧州では「ルーレットだ」とさえ言われており、PK戦を嫌う傾向がある。廃止を望む声も多く、様々な代案が議論された時期もあったが、「クジ引きよりはサッカーらしい」「PK戦以上の良案がない」として続けられている。なおゴールデンゴールやアウェーゴールなどのルールも、「PK戦まで縺れ込むケースそのものを減らすため」というのが導入理由のひとつであった。

## 他のタイブレーク方式
- サッカーの「シュートアウト」……PK戦と同じ形式だが、ペナルティーマークからキックする代わりに、ゴールから離れたところからドリブルを開始してゴールキーパーと1対1の勝負を行う。北米サッカーリーグ (NASL) やメジャーリーグサッカー (MLS) でかつて採用されていた。
- ハンドボールの「7メートルスローコンテスト」……延長戦で決着が付かない場合に各チーム5人ずつ行う。6人目以降はサドンデス方式。7メートルスローコンテストの結果は試合の得点に加算される。
- アイスホッケーの「ゲームウィニングショット（シュートアウト）」……延長戦で決着が付かない場合はまず3人ずつ行い、4人目からはサドンデス。勝ったチームが延長戦を制したとみなされ、シュートの成功数にかかわらず得点は勝利チームに1点が加点される。
- ラグビーの「キッキングコンペティション」……延長戦で決着が付かない場合はまず5人ずつ行い、6人目からはサドンデスとなる。
- 水球の「ペナルティースロー合戦」
- ゴールボールの「エクストラスロー」

### 注記
1. ↑  例えばJリーグYBCルヴァンカップでは実施要項第7条第2項⑥で「順位決定に関わるチームが2チームのみで、その両チームがフィールド上にいる場合」とPK戦の適用条件が明記されている[4]。
2. ↑  ワールドカップの決勝トーナメントなど、ノックアウトトーナメント方式の説明の際、マスメディアが「決勝トーナメントに引き分けはありません、延長、PK戦で必ず決着を付けます。」と説明することがあるが、PK戦になった試合は試合結果としては引き分けになるため、この説明は厳密には誤りである。
3. ↑  2016年の競技規則改正以前は選択は主審に一任されていた。
4. ↑  このルールは2020年の競技規則改正で追加された。
5. ↑  世界最古のサッカー大会と言われるFAカップで2019-20シーズンまで再試合の規定が存在したのはこの時の名残である。